# 押入れ

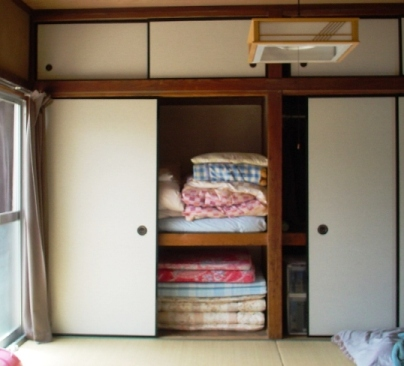
一例

押入れ（おしいれ）とは、日本の住宅や和室において寝具・衣類・道具などを収納するための空間。大抵は四方のうち三方が壁で一方を襖（ふすま）で仕切ってあり、そこから荷物を出し入れする。ほぼ部屋の一方の壁全体をその入り口にする。押込み（おしこみ）と呼ぶこともある。押し入れや押入とも表記。

## 構造
押入れは中板により上下二段に仕切られている場合が多い。
中板（棚板）
中段にある上下を仕切っている板
前框（まえかまち）
手前側にある横木の部分
後框（うしろかまち）
奥側にある横木の部分
根太（ねだ）
前框と後框の間に縦方向に組み込まれている細い板。
留め木、押さえ板
中板が浮かないように押さえつける形で三方に取り付けられている細い板
なお、タンスなどをそのまま押入れの中に設置できるように中板で仕切られていない場合もある。
近年リフォームされた物件などでは襖に換えて洋風のクローゼットを装った扉がつくことも少なくない。
押入の上部、天井との間のスペースにはしばしば天袋が備わる。この他、日本の住宅では一般に出入りが少ない天井裏へアクセスできるよう、押し入れ内の天井板は固定されず取り外し可能になっていることがある（この場合は天袋は設けられない）。

## 収納
中板を設け、上下の二段構造にして布団は普通上の段に収納する。下の段には使わない家具を入れたり、衣服等を長持等に収容した上で格納する。容量が大きいので、直接にこれに物品を詰めるのではなく、大きい容器に入れ、それを押し入れに入れるやり方がよく取られる。現代では押し入れ収納用の衣服収納器具が様々に販売されている。普段使用しないものを収納する場合、多くは納戸を利用する。納戸が居住スペースとしても使用できなくはない構造を持つのに対して、押入は完全に物品収納のためのスペースでありながら大きな容量を持つものである。寝るだけなら可能で、キャラクターとしてはドラえもんがよく知られ、現実にも部屋に物品を広げて押入れに寝る独身男性の話はまれに聞かれる。難点としては、奥まったところにあることから、湿気が篭もりやすい、結露しがちな点が上げられる。これを避けるために、簀の子を敷く、除湿剤を置くなどの対策が取られる例もある。

## 構造
1. ↑  おしいれ【押（し）入れ】の意味 - goo辞書（デジタル大辞泉）